# Пралино (Бјела)
Пралино је насеље у Италији у округу Бијела, региону Пијемонт.
Према процени из 2011. у насељу је живело 283 становника. Насеље се налази на надморској висини од 336 м.